# Don Potter (Musiker)
Don Potter ist ein US-amerikanischer Musiker und Musikproduzent aus Nashville.
Als langjähriger Produzent für Wynonna Judd wurde er bekannt als „der Mann, der den Judds-Sound erfand“.

## Leben und Wirken
Durch einen Onkel lernte Potter als Kind Klavier spielen. Seine Großmutter nahm ihn in den Gottesdienst mit, wo alte Gospellieder gesungen wurden, die er bei ihr Zuhause nachspielte und mitsang.
Er arbeitet seit Ende der 1960er Jahre als Sänger, Gitarrist, Songwriter, Studiomusiker und Produzent und hat mit namhaften Künstlern wie Elton John, Mark Knopfler, Chuck Mangione und Hank Williams Jr. zusammengearbeitet. Seine musikalische Karriere begann als Akustikgitarrist auf dem 1971 erschienenen Album Friends and Love - a Chuck Mangione Concert.
Neben zahlreichen CD-Veröffentlichungen seiner eigenen Musik hat er viele Zeitschriftenartikel und ein Buch über Anbetung mit dem Titel Facing the Wall verfasst.
Mit 35 Jahren fand Potter zum christlichen Glauben und wollte nun zur Ehre Gottes Musik machen. Zunehmend hat er verstanden, dass er nicht nur ein Musikinstrument spielte, sondern selber ein Instrument Gottes ist, das Musik macht. Sein Internetauftritt betont seine Tätigkeit als Anbetungsleiter in Kirchgemeinden, wo er im Stil des so genannten prophetic worship (deutsch: Prophetische Anbetung) versucht, in jeder Veranstaltung auf Gott zu hören und vom Heiligen Geist geleitet zu werden.

## Privates
Don Potter und seine Frau Christine leben in Nashville.

## Diskografie
Allmusic.com zeigt die Beteiligung an über 200 Alben auf,
zahlreiche diskografische Angaben sind auch in der englischsprachigen Wikipedia zu finden.